# Kunstjahr 1499
Liste der Kunstjahre

1497 | 1498 | Kunstjahr 1499 | 1500 | 1501 | 1502 | 1503 | ► | ►►

Weitere Ereignisse

## Ereignisse
Leonardo da Vinci und sein Freund Luca Pacioli verlassen Mailand nach der Eroberung durch den französischen König Ludwig XII. und der Vertreibung ihres Mäzens Ludovico Sforza im Dezember mit dem Ziel Venedig. Leonardo bietet dort seine Dienste als Ingenieur an und stellt seine Kriegsmaschinen vor, darunter auch einen Taucheranzug für den Unterwasserkampf. Die beiden bekomme jedoch keine Anstellung und ziehen weiter nach Mantua, wo sie von der Herzogin Isabella d’Este empfangen werden, die als kultivierteste Dame ihrer Zeit gilt. 

### Bildhauerei
Bei seinem ersten Aufenthalt in Rom vollendet Michelangelo Buonarotti seine Pietà als Auftragsarbeit für den französischen Kardinal Jean de Villiers de la Grolaie, Abt von St. Denis. Die Pietà, die, wie im Vertrag mit dem Kardinal vereinbart, in der Kirche Santa Petronilla aufgestellt wird, ist eines der bedeutendsten Werke der abendländischen Bildhauerei und ein herausragendes Beispiel für die Kunst der Hochrenaissance. 

### Buchdruck

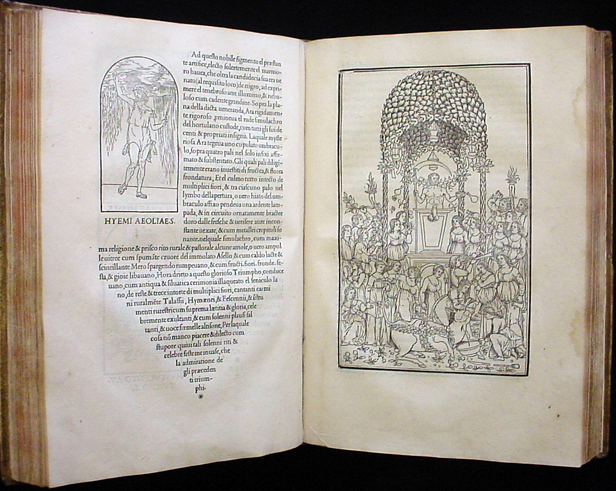
Hypnerotomachia Poliphili: Satz und Illustration im Druck von Aldus Manutius, 1499

Der Roman Hypnerotomachia Poliphili erscheint in Italien. Als Autor gilt ein Francesco Colonna, dessen Identität umstritten ist. Der in der Offizin von Aldus Manutius in Venedig entstandene Druck ist ein bis heute bewunderter Meilenstein der frühen Kunst des Buchdrucks. Orientierten sich die bis dahin in Inkunabeln verwendeten gotischen Druckbuchstaben an der Schreibschrift mittelalterlicher Handschriften (Gotische Minuskel), so wird der Traum des Poliphilo in kurz zuvor von Nicolas Jenson in Venedig entwickelten Schrifttypen gedruckt, die man heute als Antiqua bezeichnet. Die in den Text integrierten 172 Holzschnitte eines unbekannt gebliebenen Künstlers sind von meisterhafter Ausführung.

## Geboren

### Geburtsdatum gesichert
- 5. März: Michiel Coxcie, flämischer Maler († 1592)

### Genaues Geburtsdatum unbekannt
- Hans Asper, Schweizer Maler († 1571)
- Giulio Romano, italienischer Maler, Architekt und Baumeister des Manierismus († 1546)

## Gestorben

### Todesdatum gesichert
- 4. Juli: Urs Werder, Schweizer Glasmaler
- 29. August: Alesso Baldovinetti, italienischer Maler (* 1425)

### Gestorben um 1499
- Hinrik Bornemann, deutscher Maler (* um 1450)